# Итамар Франку
Итамар Франку (на португалски: Itamar Franco, [itɐˈmaʁ ˈfɾɐ̃ku]) е бразилски политик.
Той е роден на борда на кораб в Атлантическия океан на 28 юни 1930 г. Семейството му има немско-италиански произход и живее в Жуиз ди Фора, щата Минас Жерайс.
Франку завършва строително инженерство в местното инженерно училище. С политическа дейност се занимава от средата на 50-те години на 20 век. През 1990 г. става вицепрезидент, а след отстраняването на президента Фернанду Колор е президент на Бразилия (декември 1992 – януари 1995 г.). През този период финансовият министър Фернанду Енрики Кардозу поставя началото на програмата Плано Реал, която довежда до стабилизирането на бразилската икономика.
Итамар Франку умира в Сау Паулу на 2 юли 2011 г.
- Бившият президент Итамар Франко с бившите президенти Фернанду Енрики Кардозу (третият по ред) и Жузе Сарней (най-вдясно) и тогавашният президент Луис Инасио Лула да Силва (вторият отляво) през 2005 г.
- Президентът Фернандо Колор и вицепрезидентът Итамар Франко, 1990